# Gueonim
Els gueonim (hebreu: גְּאוֹנִים‎), en singular gaó (hebreu: גָּאוֹן‎) van ser els presidents de les dues grans acadèmies jueves de Babilònia: Sura i Pumbedita, i eren generalment acceptats com a líders espirituals de la comunitat jueva a tot el món durant el començament de l'edat mitjana, en contrast amb l'exilarca (Roix Galut), el cap de la diàspora jueva, que era l'autoritat secular reconeguda per l'autoritat dominant a Babilònia.
El període dels gueonim a Babilònia s'estén entre l'any 589 i el 1038, després del període dels Savoraim. El primer gaó de Sura, segons Sherira Gaó, va ser Mar Rab Mar, el darrer gaó de Sura va ser Samuel Ben Hofni, i l'últim gaó de Pumbedita va ser Ezequíes Gaó, que va ser torturat i mort aproximadament en 1040.
El terme gaó significa ‘orgull’ o ‘esplendor’ en hebreu bíblic i ‘savi’ en hebreu modern. La figura del gaó va adquirir un paper prominent i decisiu en la transmissió i l'ensenyament de la Torà i la llei jueva. El més eminent dels gueonim va ser el rabí Saadia Gaon.
En l'època dels gueonim, va sorgir un nou mètode de consulta i interpretació de les lleis hebrees: la responsa, o preguntes dels fidels als seus dirigents religiosos, i les seves respectives respostes, que amb el temps van esdevenir en un nou cos jurídic de la Halacà.
Després de la seva desaparició com a institució a mitjans del segle xi, amb la decadència de la comunitat jueva de Babilònia i el sorgiment d'un nou centre de vida hebrea a Hispània, es va continuar usant el terme, per referir-se a aquells rabins amb autoritat per fixar una posició sobre temes que poden generar controvèrsia, com va ser el Gaó de Vílnius.

## Rol en la vida jueva
Els gueonim oficiaven, en primera instància, com a directors de les acadèmies talmúdiques, continuant l'activitat educacional dels Amoraïm i Savoraim. Mentre els Amoraim, a través de la interpretació de la Mixnà, van crear el Talmud i els Savoraim van fer l'edició final del mateix, la tasca dels gueonim va ser interpretar-lo. Per a ells, el Talmud va ser el subjecte d'estudi i formació, i ells van prendre decisions legals i religioses d'acord amb els seus ensenyaments.

## El títol degaó
El títol de gaó va començar a ser aplicat als directors de les dues acadèmies de Babilònia: Sura i Pumbedita, encara que no va desplaçar al títol original de Roix Ieixivà Gaon Yaakov (en hebreu, ‘cap de l'acadèmia, orgull de Jacob’). El terme en judeoarameu usat va ser Roix Mesivta.
El títol de gaó pròpiament designa l'ofici de director de l'acadèmia. El títol es va fer popular al voltant de la fi del segle vi. Quan les acadèmies de Sura i Pumbedita van ser investides amb autoritat judicial, el gaó oficiava com a jutge suprem.
L'organització de les acadèmies babilòniques es basava en l'antic Sanedrí. En moltes de les responses dels gueonim, els membres de les mateixes són esmentats com a pertanyents al «Gran Sanedrí», i uns altres com a pertanyents al «Petit Sanedrí».
Davant del gaó que presidia i mirant-lo, estaven asseguts setanta membres de l'acadèmia, en 7 files de 10 persones cadascuna, cada persona en el seient assignat específicament, i el cos complet, amb el gaó inclusivament, és també anomenat «Gran Sanedrí».
El Gaó Zemah, es refereix en una responsa a «els ancians acadèmics de la primera fila, que van prendre el lloc del Gran Sanedrí», els «Set mestres», o Al·lufim, i els chaverim, els tres més prominents membres del col·legi, asseguts en la primera de les set files. Nou membres del sanedrí, estaven subordinats a cadascun dels set al·lufim, que probablement supervisaven la instrucció, que fou impartida durant tot l'any escolar, pels seus subordinats. Els membres de l'acadèmia que no estaven designats, s'asseien darrere de les set files de membres del Sanedrí.

## Gueonimdestacats
- Ajai Gaon
- Amram Gaon
- Dodai ben Nahman
- Jai Gaon
- Saadia Gaon
- Sherira Gaon

Jananel Ben Jushiel (Rabeinu Jananel) i Nissim Gaó de Kairuan, si bé no van tenir el càrrec de gaó, són esmentats dins dels gueonim per alguns autors. Uns altres consideren que constitueixen la primera generació dels rixonim. Maimònides, algunes vegades fa servir el terme gueonim en sentit extens, per significar «autoritat vigent», independentment del país on vivien els savis.